# Нестор, Родриго
Родри́го Несто́р Берта́лья (порт.-браз. Rodrigo Nestor Bertalia); родился 9 августа 2000 года, Сан-Паулу, Бразилия), — бразильский футболист, защитник клуба «Сан-Паулу», выступающий на правах аренды за клуб «Баия».

## Клубная карьера
Нестор — воспитанник клуба «Сан-Паулу». 3 февраля 2019 года в поединке против 9 февраля 2020 года в поединке Лиги Паулиста против «Сан-Бенту» Родриго дебютировал за основной состав. 7 ноября в матче против «Гояса» он дебютировал в бразильской Серии A.

## Международная карьера
В 2017 году в составе юношеской сборной Бразилии Нестор стал победителем в юношеского чемпионата Южной Америки в Чили. На турнире он сыграл в матчах против команд Перу, Эквадора, Аргентины, Чили, Парагвая и Венесуэлы. 
В том же году в Нестор принял участие в юношеском чемпионате мира в Индии. На турнире он сыграл в матчах против команд Испании, Северной Кореи, Нигера, Англии и Мали. 

## Достижения
Международные
 Бразилия (до 17)
- Победитель Юношеского чемпионата Южной Америки — 2017